# Max Eduard Liehburg
Max Eduard Liehburg (* 18. Januar 1899 in Zürich; † 11. Juni 1962 in Korfu) war ein Schweizer Schriftsteller.

## Leben
Max Eduard Liehburg studierte in Wien, Genf und Basel, erreichte aber keinen Universitätsabschluss. Er trat jung als Verfasser von Dramen und dramatischen Dichtungen in Erscheinung, die im Orell-Füssli-Verlag herausgegeben wurden.
In den 1930er Jahren stand er dem frontistischen Gedankengut nahe und schlug dem Bundesrat Philipp Etter vor, in Luzern ein Schauspielhaus zu bauen als Bühne für von Liehburg verfasste mythische und Sakralspiele. Zu diesem Zweck gründete Liehburg die Stiftung: Luzerner Festspiele, die bald auch auf die Unterstützung von prominenten Gönnern wie Alt-Bundesrat Edmund Schulthess zählen konnte. Der Bundesrat liess sich jedoch mehrere Monate Zeit mit der Antwort; Liehburg rechnete inzwischen bereits mit der Gutheissung seiner Vorhaben. Schliesslich wurden seine Pläne jedoch abgelehnt.
Liehburgs Werke befinden sich im Schweizerischen Literaturarchiv in Bern.

## Werke
- Das Neue Weltbild, 1932, Orell Füssli Verlag Zürich
- Schach um Europa
- Christus
- Prometheus
- Bachs Passionen
- Hüter der Mitte

## Stil des DramasDas neue Weltbild
Max Liehburg schreibt in einem eigenartigen, verschwurbelten Stil, der für heutige Leser kaum noch geniessbar ist. In seiner dramatischen Dichtung "Das neue Weltbild" lässt er einen "Führer" der Schweizer auftreten, der Rolf heisst. Dieser Rolf versucht, den Schweizern zu helfen auf der Suche nach einem neuen Weltbild, das für die neue Zeit geeignet sei. Ausser einem kurzen Prolog und einem Epilog ist das Drama in die drei "grossen Reden" Rolfs – die Mondrede Rede vom Heiligen Pass, die Erdrede Rede von den beiden Geschwistern und die Sonnenrede Rede vom Grossen Jäger – unterteilt. Im Schlusswort der "Sonnenrede" legt der Führer Rolf den Schweizern nahe "umzuziehen in das neue Weltbild, das der heutigen Zeit gemässe".
Grundgedanke der Dichtung ist die "heilige historische Aufgabe" der Schweizer, die ihnen ein namentlich nicht genannter Kaiser gegeben habe, die Mitte des Reiches, den "Heiligen Pass" St. Gotthard in allen Zeiten zu bewachen.